# 简·霍金
簡·貝麗爾·懷爾德·霍金·瓊斯（英語：Jane Beryl Wilde Hawking Jones，1944年3月29日—）出生於英格蘭，是霍金的第一任妻子，與霍金結婚後從夫姓稱為簡·霍金（Jane Hawking），職業是英文作家和教師，於1965年跟霍金結婚，1990年分居，5年後離婚。1997年，她與音樂家喬納森·赫利爾·瓊斯（Jonathan Hellyer Jones）再婚。

## 早期生活與教育
懷爾德出生於哈特福郡聖奧爾本斯，父母分別是乔治·怀尔德（George Wilde）和貝麗爾·懷爾德（Beryl Wilde），成長於英格蘭教會的她是一名虔誠的基督徒。她在西菲爾德學院學習各種語言。
1962年，她在派對上與霍金相遇。1963年，霍金被診斷出罹患肌萎縮性脊髓側索硬化症（即漸凍人症），即使知道霍金存活機率不高，1964年他們仍然決定訂婚。並於1965年在家鄉聖奧爾本斯結婚，從夫姓（即霍金）。育有二子一女分別是：出生於1967年的羅伯特（Robert Hawking）、出生於1970年的露西（Lucy Hawking）和出生於1979年的蒂莫西（Timothy Hawking）。
經過多年努力，1981年懷爾德終於完成她在西菲爾德學院的論文，獲得中世紀西班牙文詩歌博士學位。
懷爾德和霍金在1990年分居，並在1995年離婚。1997年與音樂家喬納森·赫利爾·瓊斯（Jonathan Hellyer Jones）再婚。
然而，她仍然持續為霍金提供幫助。曾在著作《Travelling to Infinity》中提到自從霍金第二次離婚，他們的關係好像回到從前的時光。在與霍金結婚期間，應對霍金病情惡化的過程中，她經歷了抑鬱症。2004年的訪談中她提到基督教信仰給了她希望。

## 後來的生活
1999年，她寫了關於與霍金結婚的自傳《Music to Move the Stars: A Life with Stephen》。
霍金在第二次分居和離婚後與她建立起工作關係。
2009年，經過更新的自傳以新的標題《Travelling to Infinity: My Life with Stephen》重新出版，不久被翻拍成電影《愛的萬物論》。2015年1月霍金在BBC廣播四台的節目《Woman's Hour》談論到她的生活。

## 電影中的她
- 麗莎·狄龍（英语：Lisa Dillon）在2004年的電視電影《霍金 (電影)（英语：Hawking (2004 film)）》飾演她。
- 費莉絲蒂·瓊斯在2014年的電影《愛的萬物論》飾演她，瓊斯因此被提名為奧斯卡最佳女主角。

## 著作
- 《At Home In France: Guide to Buying and Renovating Property In France》Allegro Publications（1994）ISBN 0952308002
- 《Music to Move the Stars: A Life with Stephen》麥米倫出版公司（1999）ISBN 0-333-74686-4
- 《Travelling to Infinity: My Life with Stephen》Alma Books（2007）ISBN 1-84688-065-3
- 《Silent Music》Alma Books（2016）ISBN 9781846884122
- 《Cry to Dream Again》Alma Books（2018）ISBN 9781846884375